# Atheris matildae
La víbora cornuda de Matilda (Atheris matildae) es una especie de víbora que fue descubierta en 2011 en una zona remota en el sur de Tanzania, África.
Tiene un patrón de coloración negro y amarillo, con unas escamas en la cabeza que forman una cresta en forma de cuernos, que es el rasgo que inspira su nombre común. Mide alrededor de 60 centímetros. Es similar a Atheris ceratophora, que es su pariente más cercano.
Fue nombrada en honor a la hija de  Tim Davenport, miembro en Tanzania de la Wildlife Conservation Society (sus descubridores), llamada Matilda.

## Distribución
Su distribución exacta no ha sido difundida para evitar su caza furtiva (para coleccionistas). La población hallada está restringida a una pequeña zona de alrededor de 100 km², que además sufre graves problemas de deforestación.

## Estado de conservación
Sus descubridores consideran que la especie debería ser clasificada como "En peligro crítico" según los estándares que sigue la Unión Internacional para la Conservación de la Naturaleza. Al mismo tiempo también quieren incluir la especie en los tratados CITES para evitar y controlar su comercio internacional. La WCS ha comenzado un proyecto de cría en cautividad, con un doble fin: tener una población de salvaguardia en caso de cualquier declive muy rápido de la población salvaje, y para proporcionar al mercado de mascotas ejemplares y así evitar la caza en su medio natural.